# Gibostad
Gibostad is een plaats in de Noorse gemeente Lenvik op het eiland Senja in de provincie Troms. Gibostad telt 346 inwoners (2007) en heeft een oppervlakte van 0,44 km².